# Carum verticillatum
Carum verticillatum é uma espécie de planta com flor pertencente à família Apiaceae.
A autoridade científica da espécie é (L.) W.D.J.Koch, tendo sido publicada em Novorum Actorum Academia Caesareae Leopoldinae-Carolinae Germanicae Naturae Curiosorum 12(1): 122. 1824.
Os seus nomes comuns são alcaravia, alcarovia, alchirivia, cherivia, cominhos-dos-prados ou cuminho.

## Portugal
Trata-se de uma espécie presente no território português, nomeadamente em Portugal Continental.
Em termos de naturalidade é nativa da região atrás indicada.

## Proteção
Não se encontra protegida por legislação portuguesa ou da Comunidade Europeia.